# Marlene Lenz
Pour les articles homonymes, voir Lenz.
Marlene Lenz, née le 4 juillet 1932 à Berlin, est une femme politique allemande.
Membre de l'Union chrétienne-démocrate d'Allemagne, elle siège au Parlement européen de 1979 à 1999. 